# Briefzentrum
Ein Briefzentrum (BZ) ist ein von einem Postdienstleister eingerichtetes Verteilzentrum für Briefe. Es dient vor allem der Rationalisierung der Briefbeförderung. In Briefzentren werden hauptsächlich Briefe und Postkarten aus dem Postlauf sortiert. Päckchen und Pakete hingegen werden in Frachtzentren sortiert.

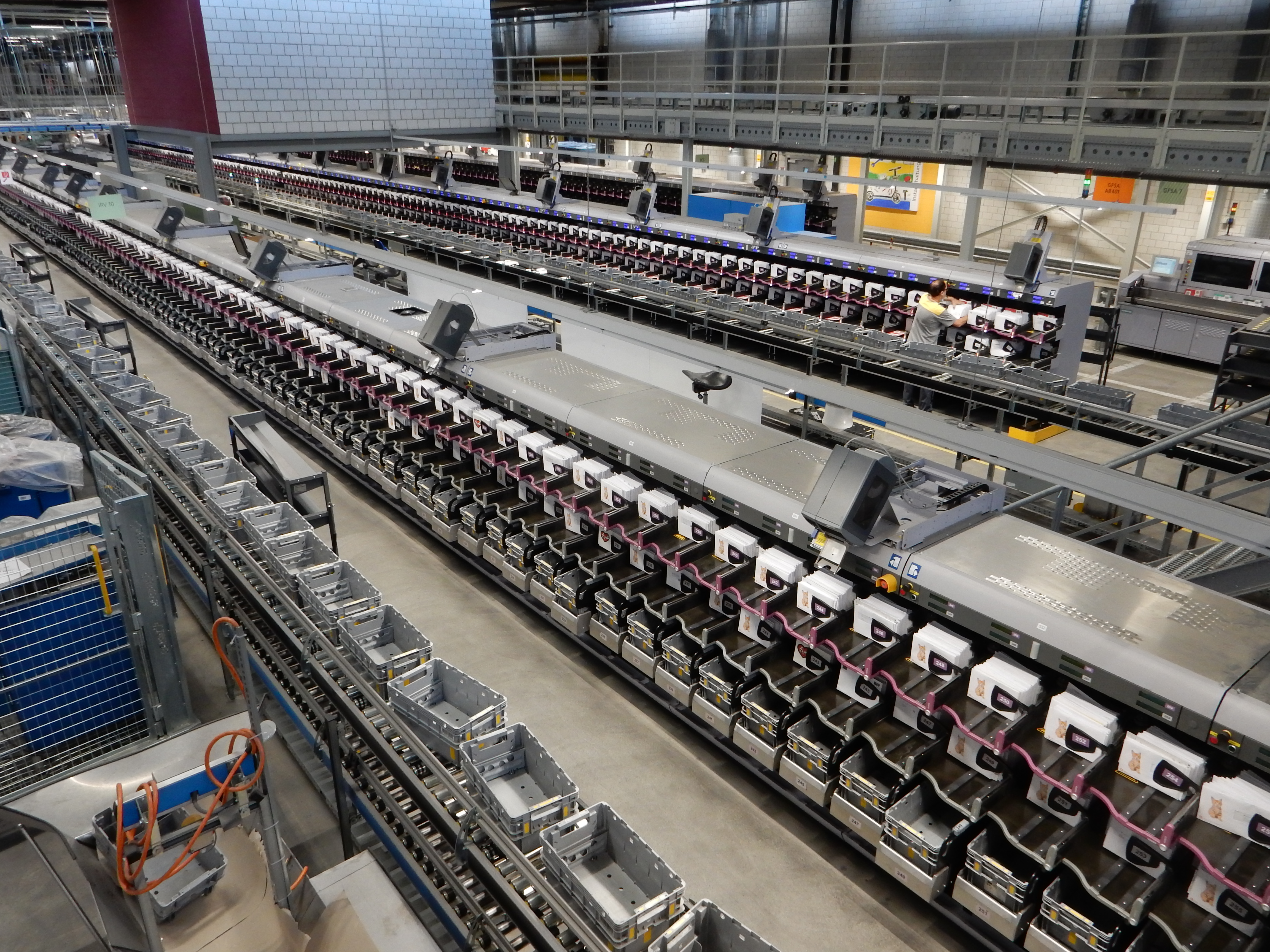
Automatisierte Sortierung in einem Briefzentrum der Schweizer Post in Härkingen

Dabei werden drei Teilschritte bei der Sortierung durchgeführt:
- Abgangssortierung
- Eingangssortierung
- Gangfolgesortierung

Umfangreiche länder- oder unternehmensspezifische Details befinden sich in den Artikeln:
- Briefzentrum (Deutsche Post AG)
- Briefzentrum (Österreich)
- Frachtzentrum (Deutsche Post DHL)